# Донні Монтелл
До́нні Монте́лл (лит. Donny Montell, уроджений Дона́тас Монтві́дас (лит. Donatas Montvydas); нар. 22 жовтня 1987 року, Вільнюс, Литва) — литовський співак та телезірка, учасник Нової хвилі 2011 в Юрмалі, представник Литви на пісенному конкурсі Євробачення 2012 в Баку і Євробачення 2016 в Стокгольмі.

## Євробачення
Представник Литви на пісенному конкурсі Євробачення 2012. За результатами другого півфіналу, який відбувся 24 травня, його композиція «Love Is Blind» пройшла до фіналу. У фіналі співак посів 14-те місце. 
2016 року знову представлятиме Литву на Євробаченні 2016 із піснею «I've Been Waiting for This Night».
Зайняв 9 місце.

## Дискографія

### Сингли
- Running Fast (2010)
- Leisk mylėt[3] (2010)
- Let Me (2010)
- Mano vasara (2011)
- Yes Or No (2011)
- Love Is Blind (2012)
- Norim dar (2012)
- BLCK feat. Echoes (2015)
- Viskas bui gerai (2015)
- Kas būsim rytoj (2015)
- I've Been Waiting for This Night (2016)
- Tai mūsų laikas (2016)
- Iš proto einu (2016)
- Don't Touch Me (2016)